# Køge

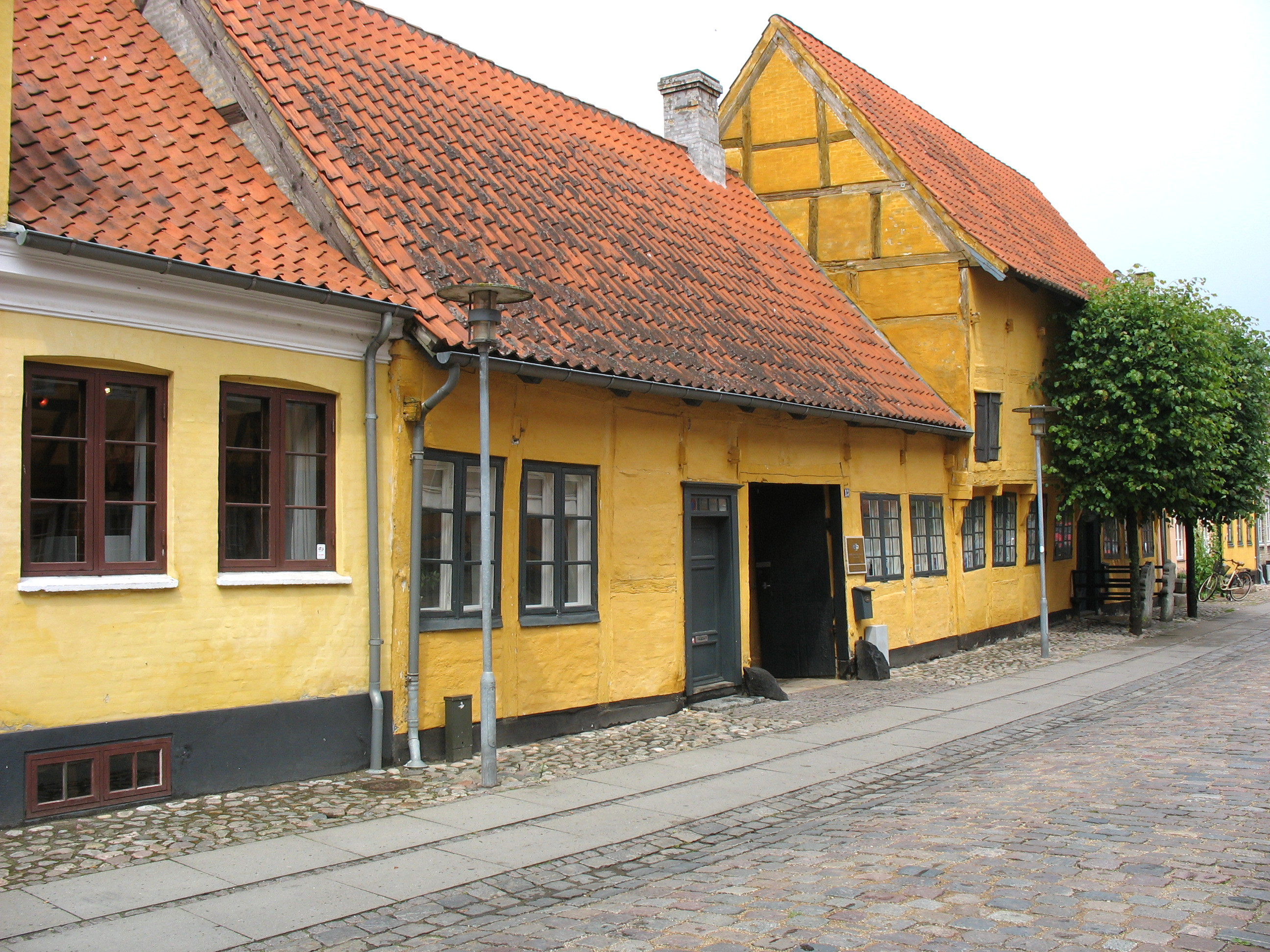
Các nhà cổ ở phố Kirkestræde

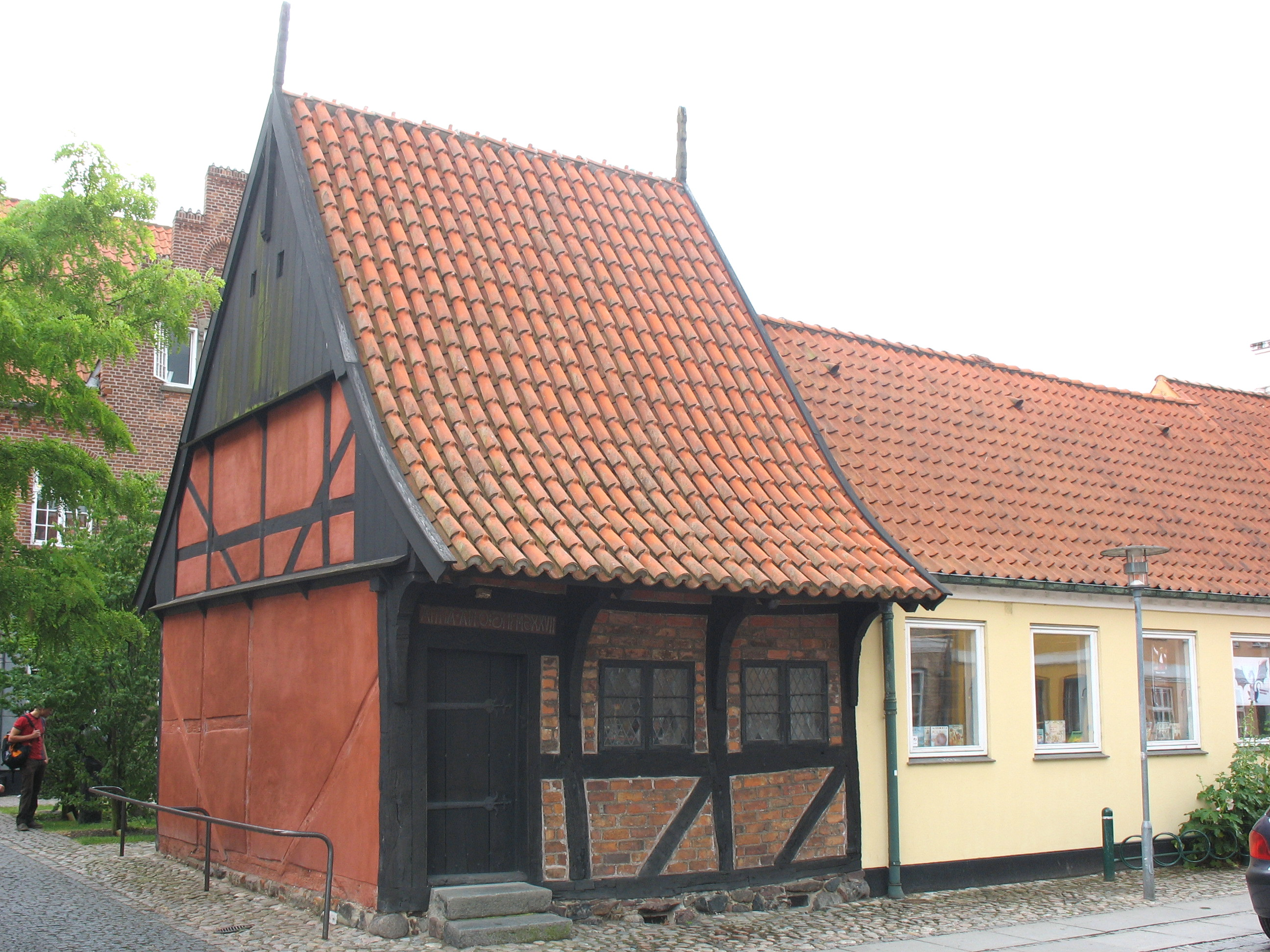
Nhà vừa xây vừa bằng gỗ lâu đời nhất Đan Mạch

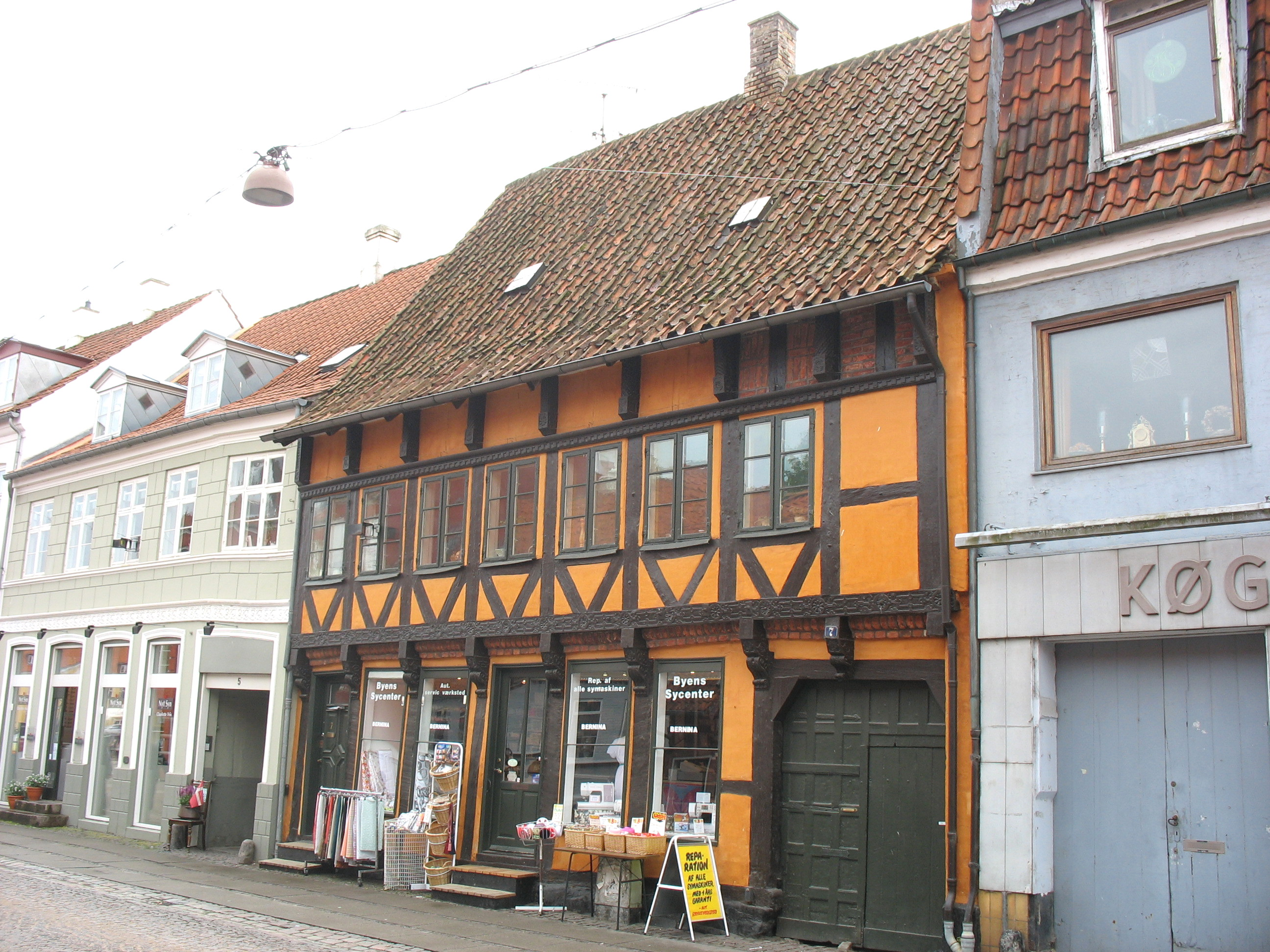
Garvergården

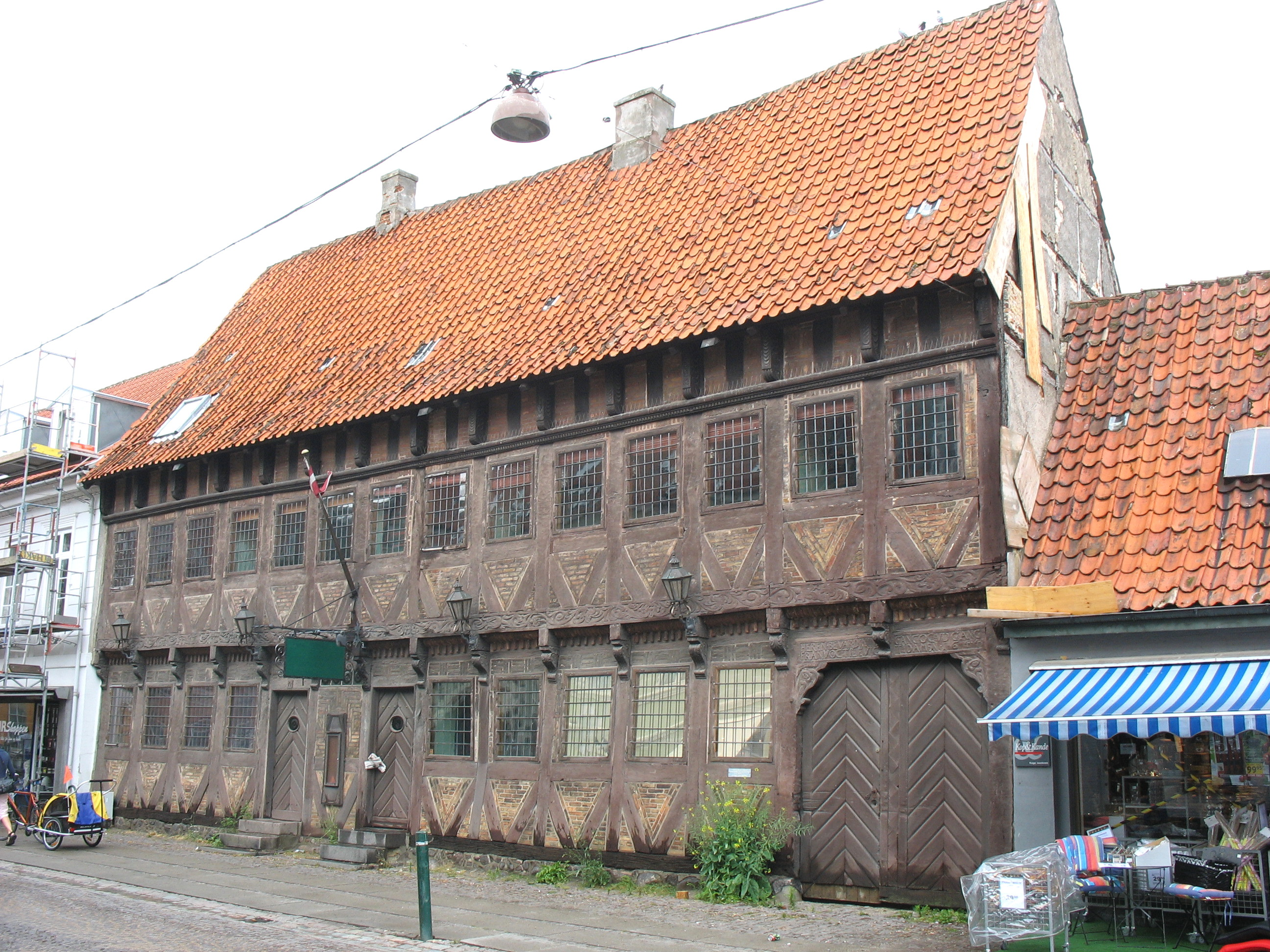
Richters Gæstgivergård

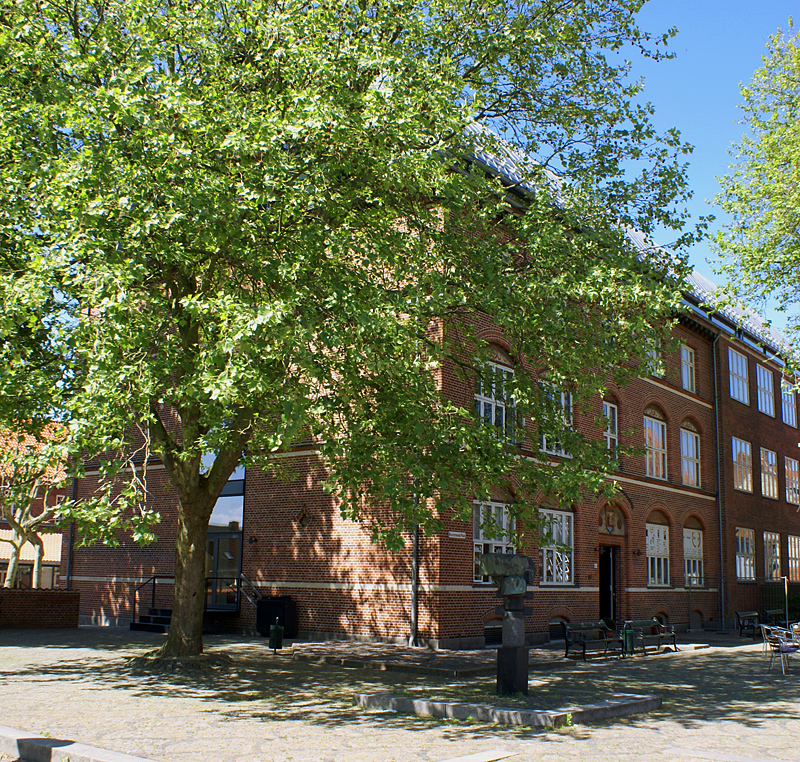
Kunstmuseet Køge Skitsesamling

Køge (trước kia viết là Kjøge) là thành phố của Đan Mạch, ở phía đông đảo Zealand. Køge có 34.792 cư dân (1.1.2008), và là thành phố đông dân thứ 16 ở Đan Mạch. Køge cũng là thành phố trụ sở của Thị xã Køge mới, thuộc Vùng Jutland với số dân 56.637 người (2008). Thị trưởng hiện nay  là Marie Stærke, 27 tuổi, là thị trưởng trẻ nhất Đan Mạch

## Địa lý
Køge nằm ở cuối Vịnh Køge, bên cửa sông Køge, phía đông đảo Zealand. Køge nằm bên các xa lộ châu Âu E20 và E47 / E55 và có 1 cảng hiện đại. Có tuyến tàu phà từ Køge tới Rønne trên đảo Bornholm. Có tuyến đường sắt cho xe điện ở vùng chung quanh Copenhagen cùng nhiều tuyến đường sắt nối giao thông với các thành phố khác. Køge cách Copenhagen 39 km về phía nam, cách Roskilde 24 km, Store Heddinge 22 km, Ringsted 26 km, và Vordingborg 53 km.

## Lịch sử
Køge là 1 thương trấn lâu đời với nhiều nhà cũ ở khu trung tâm thành phố, nhất  là chung quanh quảng trường Køge (Køge Torv), trong đó có Tòa thị chính (từ năm 1550) và Kong Hans´ Gård (từ 1634). Ở quảng trường này cũng có tượng vua Frederik 7 do nghệ sĩ Herman Wilhelm Bissen làm năm 1869. Giữa phố Nhà thờ và phố Nørregade là  nhà thờ thánh Nicolai, 1 nhà thờ theo kiểu gothic được xây dựng từ khoảng năm 1250 tới 1300 với cây tháp cao 43 m. Gần nhà thờ, ở số 20 phố Nhà thờ là ngôi nhà có tường vừa xây vừa bằng gỗ lâu đời nhất, từ năm 1527.
Trong thế kỷ 12, Køge chỉ là 1 làng, tới năm 1288 Køge được vua Erik Menved cấp cho đặc quyền thương trấn. Ở thời điểm này, Køge đã có hào và luỹ phòng thủ.Trong thế kỷ 14 Køge tiếp tục đóng thuế cho giáo phận Roskilde.
Thời gian sau, Erik Menved đem nhiều khu vực ở đảo Zealand thế chấp cho hoàng thân Wizlav af Rügen mãi tới năm 1315, trong đó có Køge.
Năm 1461, Køge có Tòa thị chính cũ, tới khoảng năm 1550 thay bằng tòa thị chính hiện nay. Năm 1484 xây tu viện dòng Đa Minh. Sau thời Cải cách (sang đạo Tin Lành), năm 1532 tu viện này biến thành bệnh viện.
Khi bá tước Christoffer nổi loạn, đem quân tới Zealand năm 1554, ông ta đặt bản doanh ở Køge, chuẩn bị tấn công Copenhagen. Trong cuộc nổi dậy này, dân Køge đã tham gia các cuộc cướp phá
Vallø, Højstrup và Valsøgård. Tuy nhiên, năm 1535 khi tướng Johan Rantzau đem quân tới Køge thì dân chúng đã hối hận việc ủng hộ bá tước Christoffer và mở các cổng thành cho vua Christian 3 vào đóng quân ở đây, chờ Copenhagen đầu hàng.
Năm 1612 thương gia giàu có Hans Bartskær tố cáo vợ là Johanne Thomes là đã "đưa quỷ vào nhà ông ta", dẫn tới cuộc săn đuổi phù thủy gọi là (Køge Huskors), khiến cho 15 phụ nữ bị coi là phù thủy và bị thiêu sống trên đống củi.
Trong cuộc chiến tranh với Thụy Điển, năm 1657 vua Thụy Điển Karl X Gustav - sau khi đi bộ qua Eo biển Storebælt bị đóng băng - tiến vào đảo Zealand và đóng quân tại Køge và vùng phụ cận. Sau khi thương thuyết đi tới Hòa ước Roskilde trong tháng 2/1658, quân Thụy Điển mới rút về. Tới mùa hè cùng năm, Karl X Gustav lại tấn công Đan Mạch và lại đặt đại bản doanh ở Køge và năm 1659 ông ta quyết định củng cố việc phòng thủ thành phố. Phần đông dân lao động ở Zealand được trưng dụng, nhiều nhà bị phá đi để làm công sự phòng thủ. Khi quân đội Thụy Điển rút về năm 1660, Køge trở thành tan hoang. Công sự phòng thủ bị phá năm 1661. Năm 1978 người ta tìm được 1 kho tiền đúc của thời đó chôn ở phố Brogade, cách quảng trường thành phố chừng 100 m. Các tiền đúc này hiện để ở nhà bảo tàng Køge, số 2 phố Nørregade.
Cuối thế kỷ 18, Køge mới phát triển về thương mại.
Các cuộc chiến tranh với Anh năm 1801 và 1807 khiến cho kinh tế cả nước bị suy thoái. Mãi tới nửa sau thế kỷ 19, nhờ xuất cảng nông sản sang Anh, Køge mới phục hồi kinh tế. Một loạt các nhà máy công nghiệp nhỏ được dựng lên. Năm 1842, thành phố có nhà máy đúc sắt thép và năm 1852 có nhà máy sản xuất giấy cùng nhà máy thuốc lá.
Nhà ga xe lửa được xây năm 1870, khi tuyến đường sắt từ Roskilde đi qua Køge và Næstved tới Vordingborg (Masnedsund). Năm 1879 có tuyến đường sắt từ Køge tới Hårlev, và tuyến đường sắt từ Køge tới Ringsted khai trương năm 1917; nhưng tuyến đường này bị bãi bỏ năm 1963.

## Các nơi hấp dẫn du khách
- Nhà bảo tàng Køge, số 4 đường Nørregade[4].
- Kunstmuseet Køge Skitsesamling số 29 đường Nørregade là nhà bảo tàng đặc biệt gồm các bộ sưu tập các phác họa và mẫu nghệ thuật (chưa thành tác phẩm)[5].
- Nhiều ngôi nhà vừa xây vừa bằng gỗ từ thế kỷ 17 ở đường Brogade. Ngôi nhà dài nhất ở số 16 gồm có 18 gian.
- Cầu Køge bắc qua sông Køge có từ năm 1637.
- Ở số 101 đường Strandvejen, phía nam thành phố, có trưng bày mẫu thành phố Køge năm 1865, gợi là Køge Miniby, ở tỷ lệ xích 1:10.[6]

## Bảng kê dân số
Thành phố Køge:
- 1855 - 2.659
- 1911 - 4.400
- 1990 - 31.237
- 2000 - 32.996
- 2004 - 33.564
- 2008 - 34.792

Thị xã Køge:
- 1980 - 34.511 (Thị xã Køge cũ)
- 1990 - 36.821 (Thị xã Køge cũ)
- 2000 - 38.820 (Thị xã Køge cũ)
- 2004 - 39.686 (Thị xã Køge cũ)
- 2008 - 56.637

## Gallery

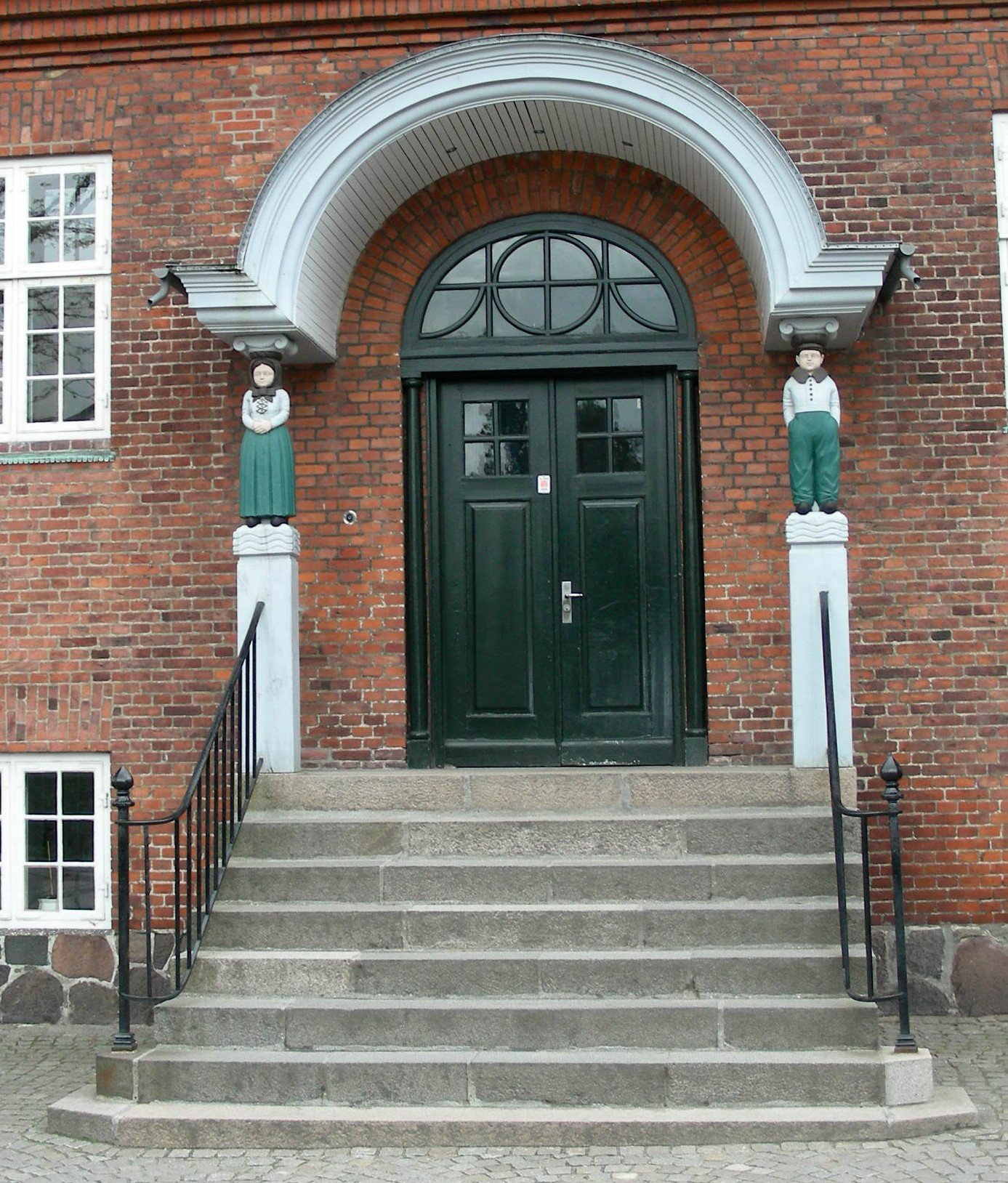
Lối vào trường Tøxen ở Køge
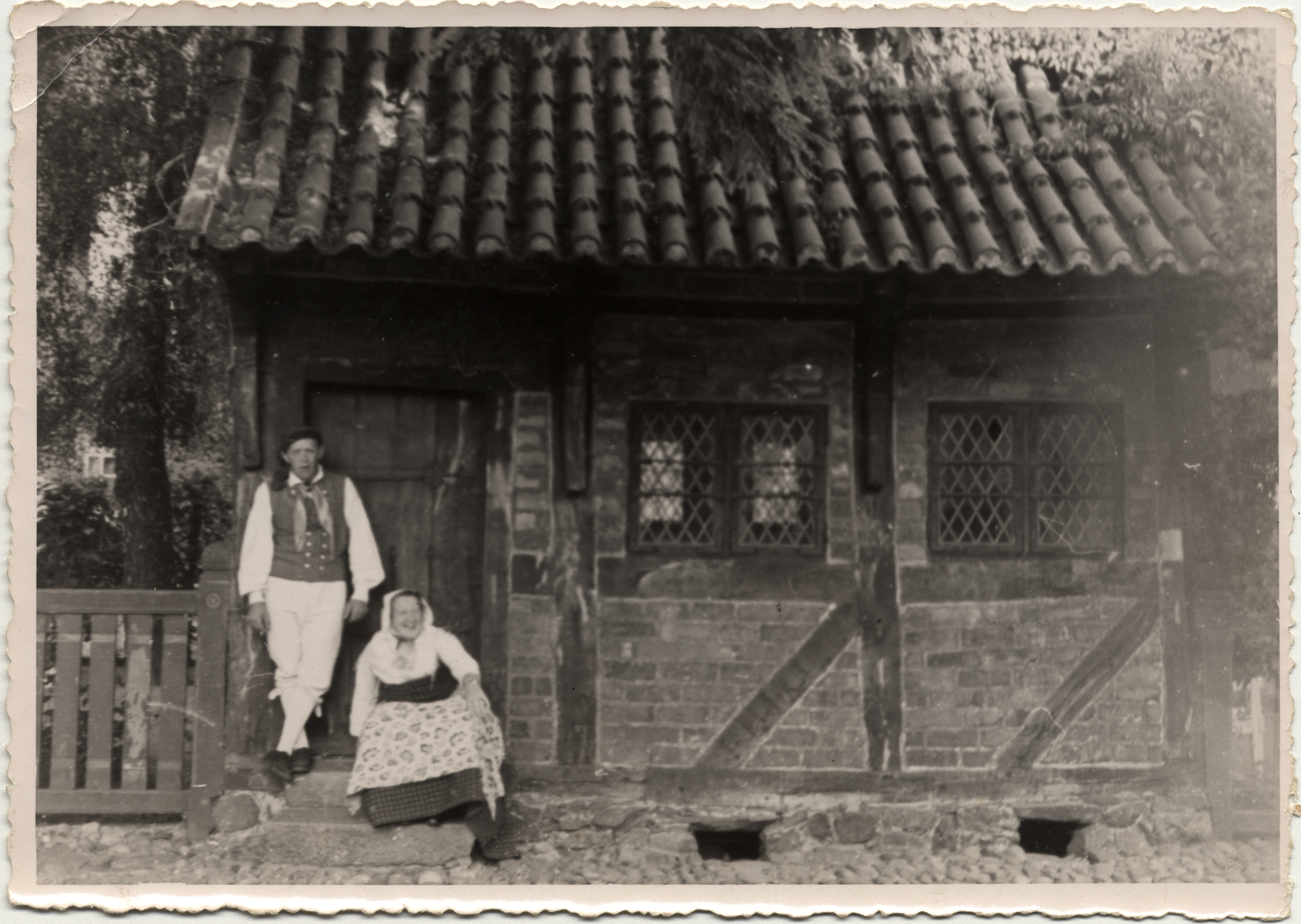
Ngôi nhà lâu đời nhất Køge
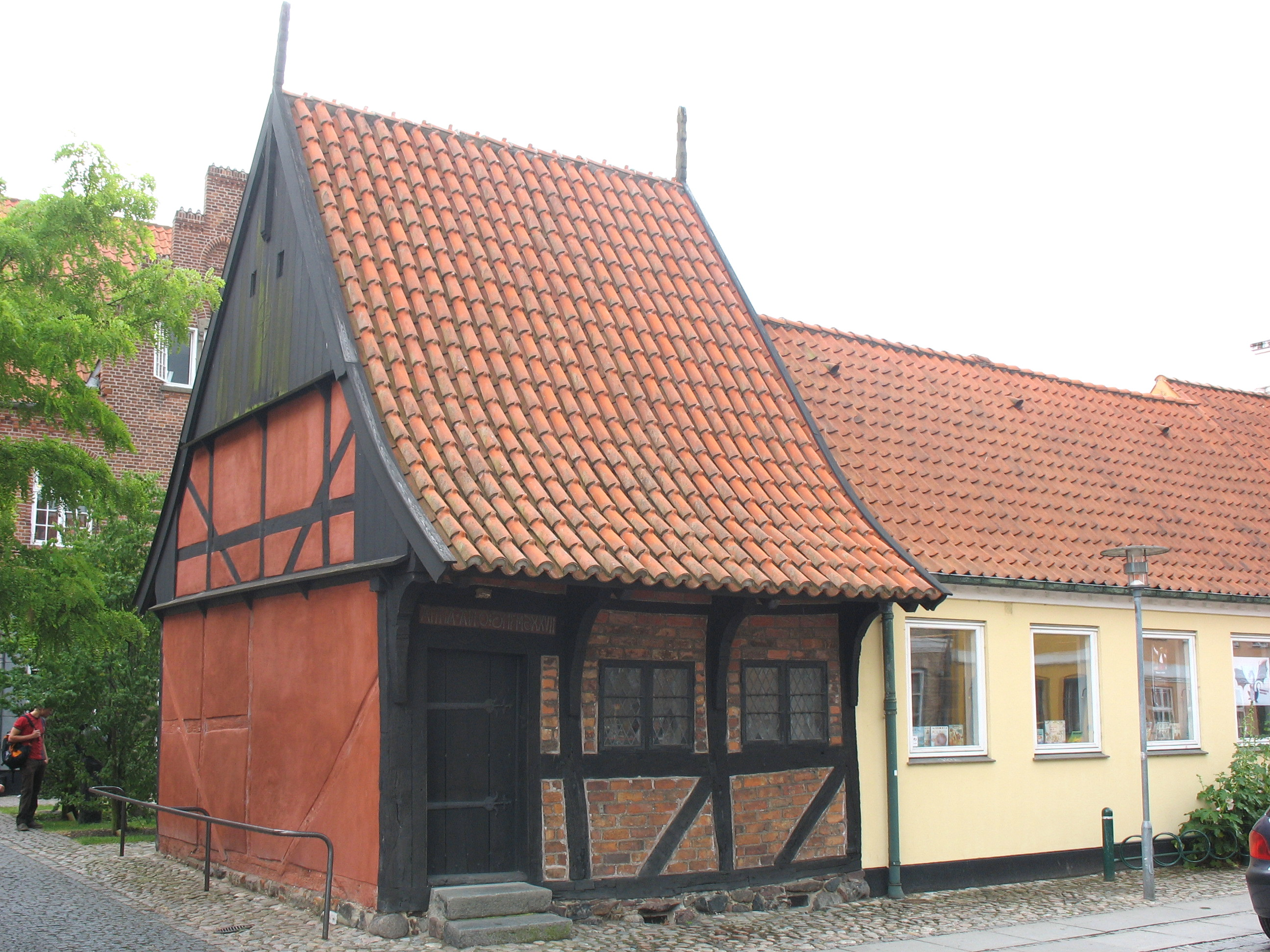
Hình mới nhất về ngôi nhà lâu đời nhất Køge.
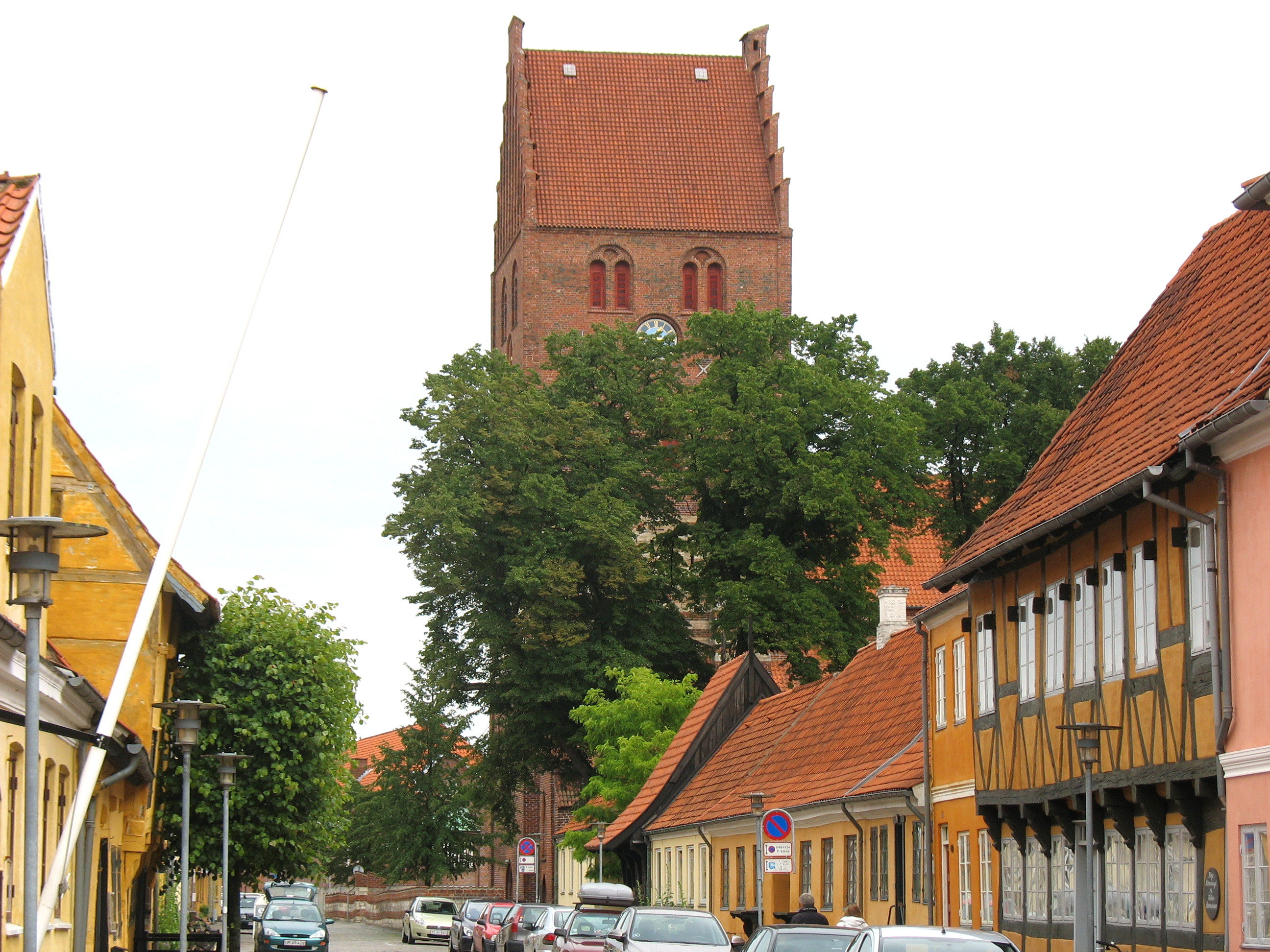
Cảnh phố Nhà thờ Køge
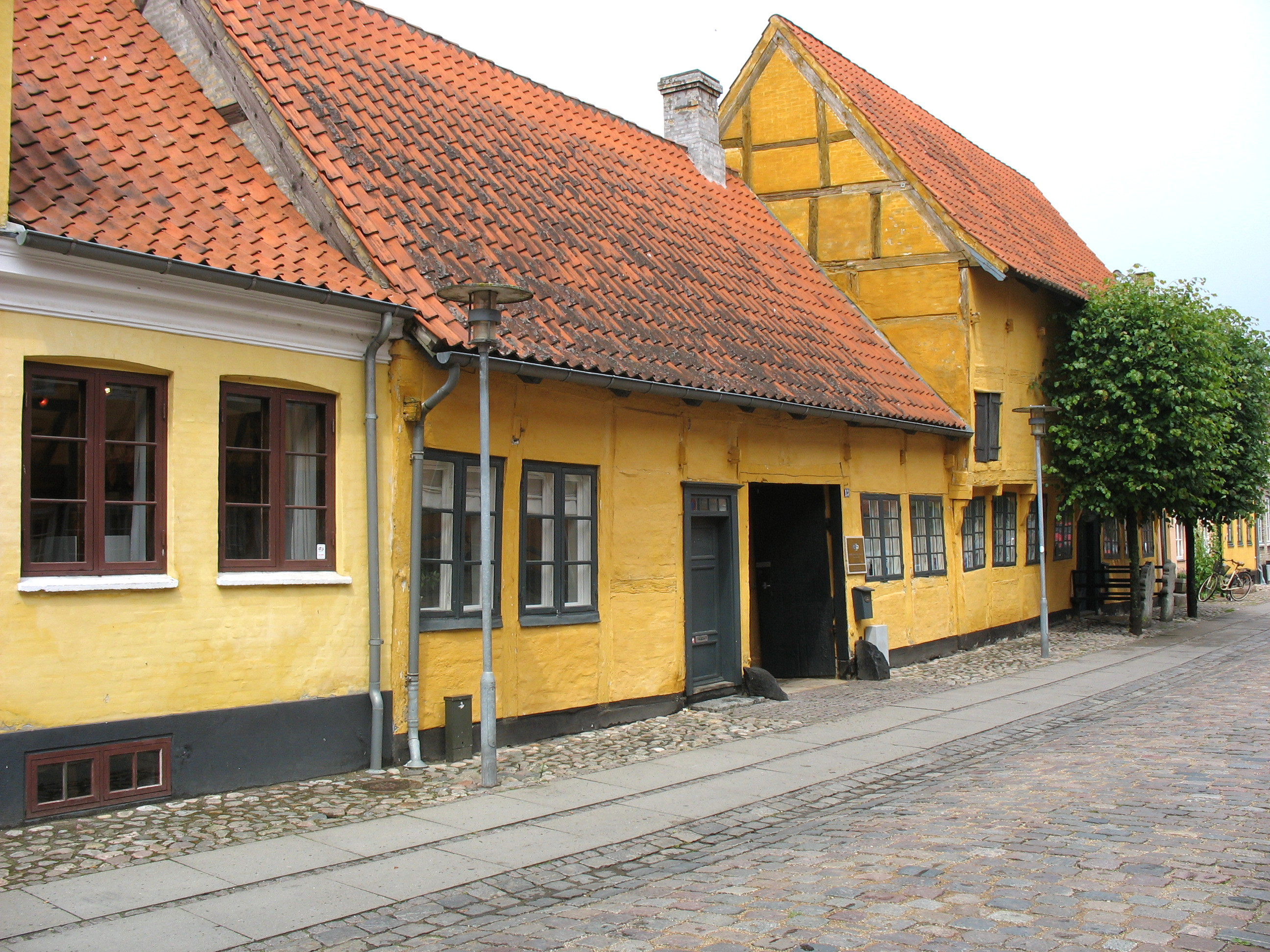
Các nhà cũ trên phố Nhà thờ
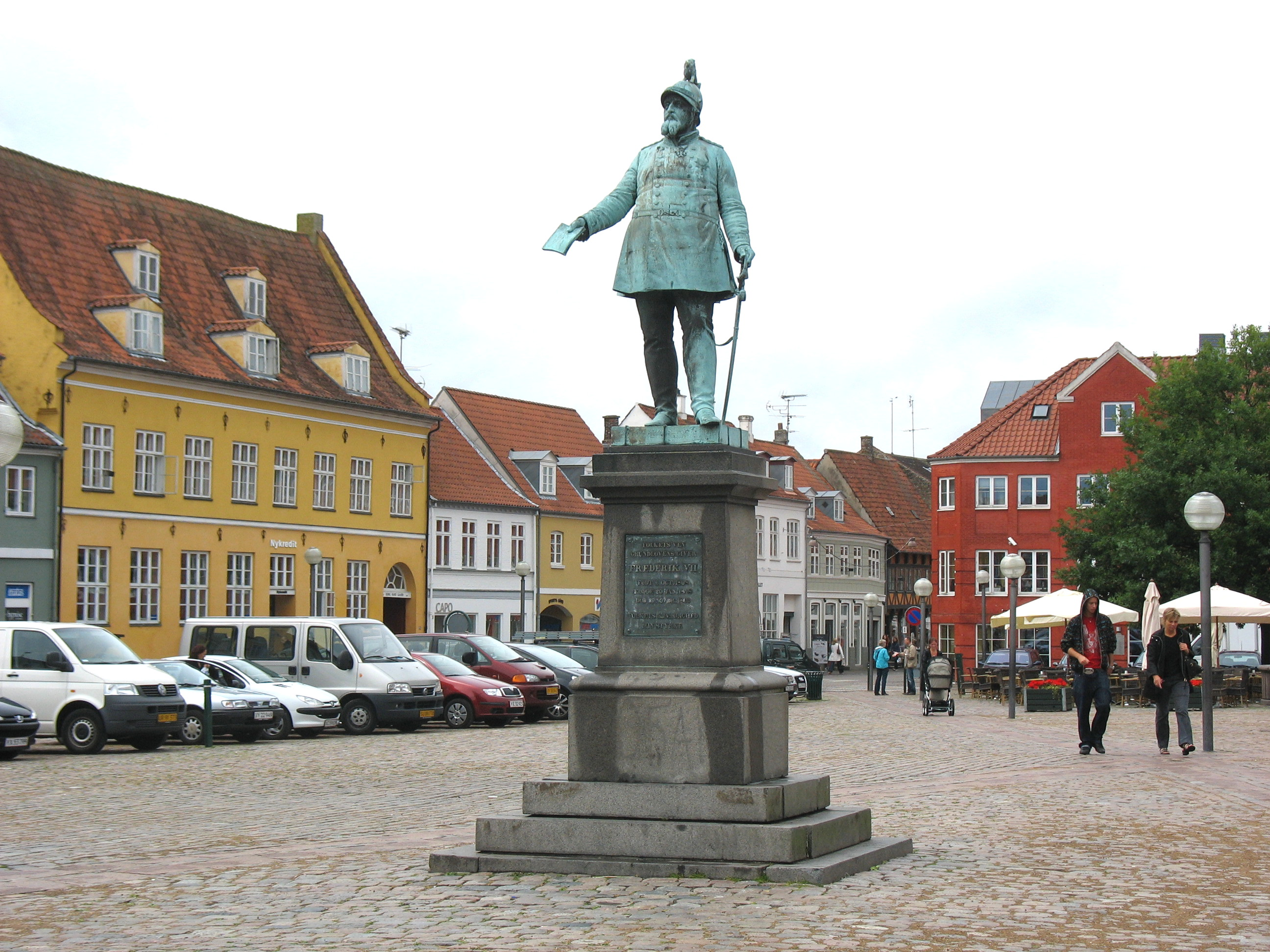
Tượng vua Frederik VII ở giữa Quảng trường Køge
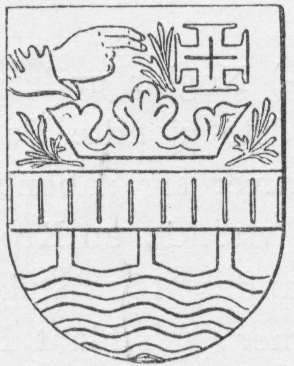
Huy hiệu thành phố 1421
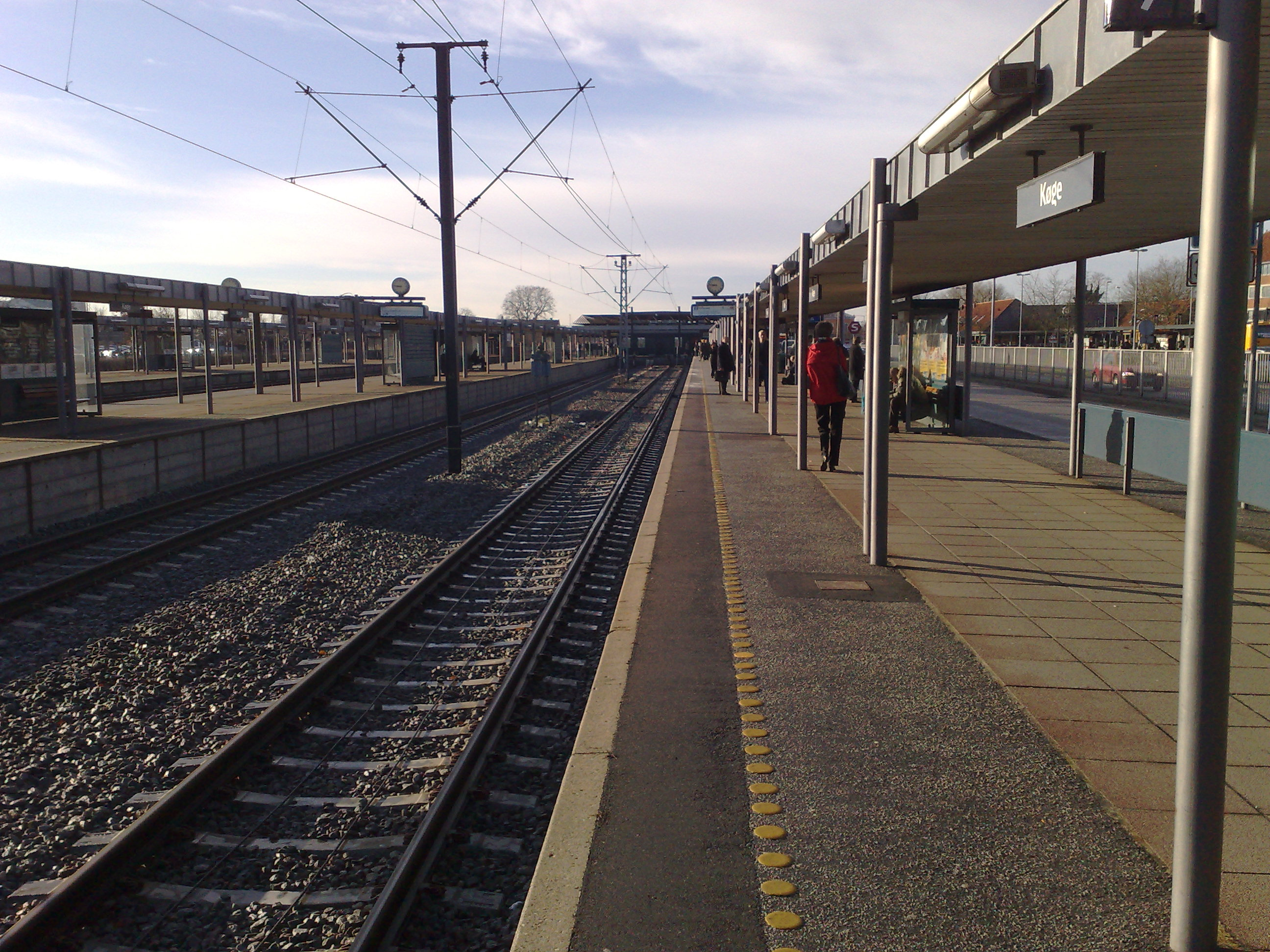
Nhà ga Køge
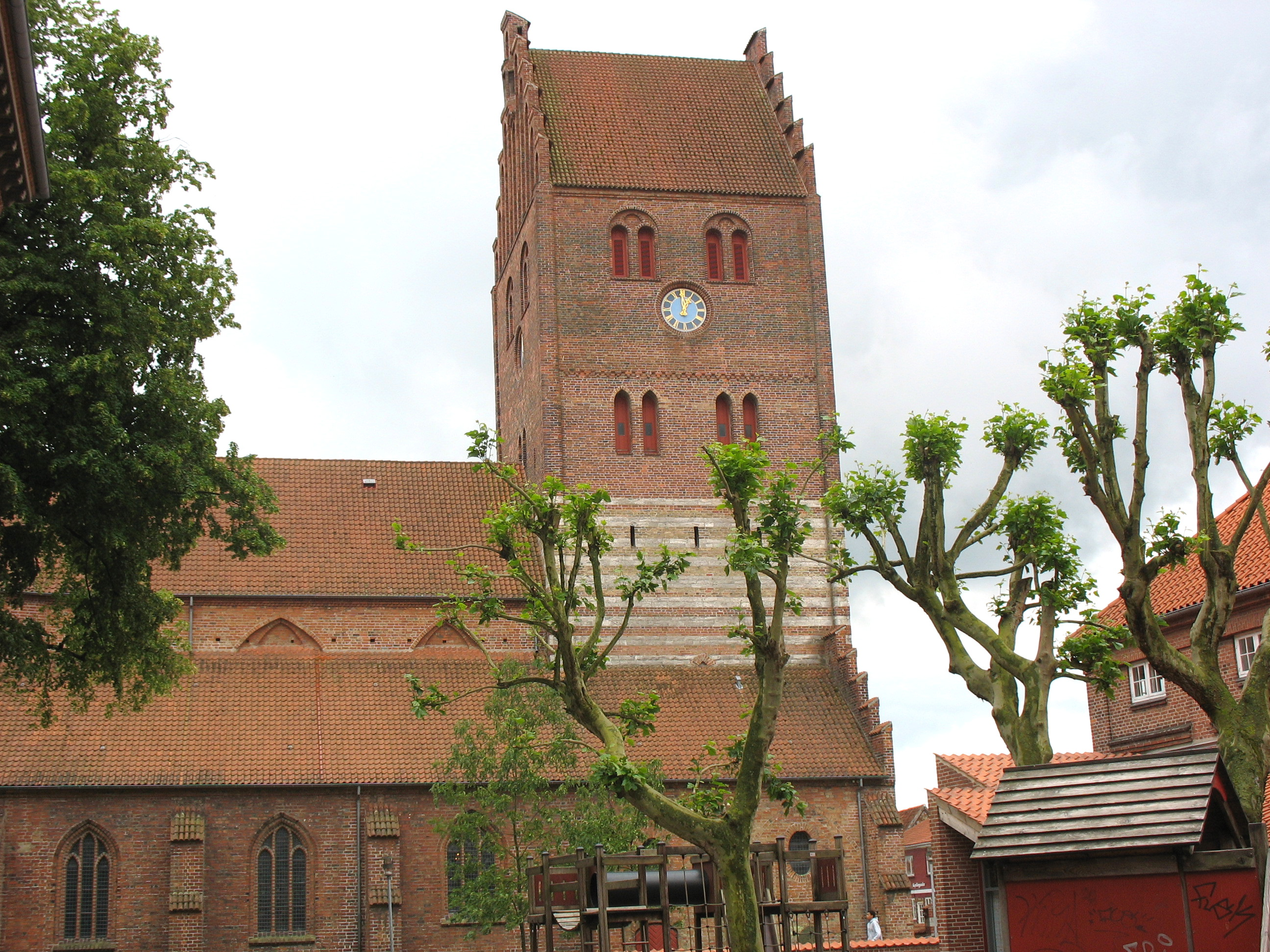
Nhà thờ thánh Nicolai
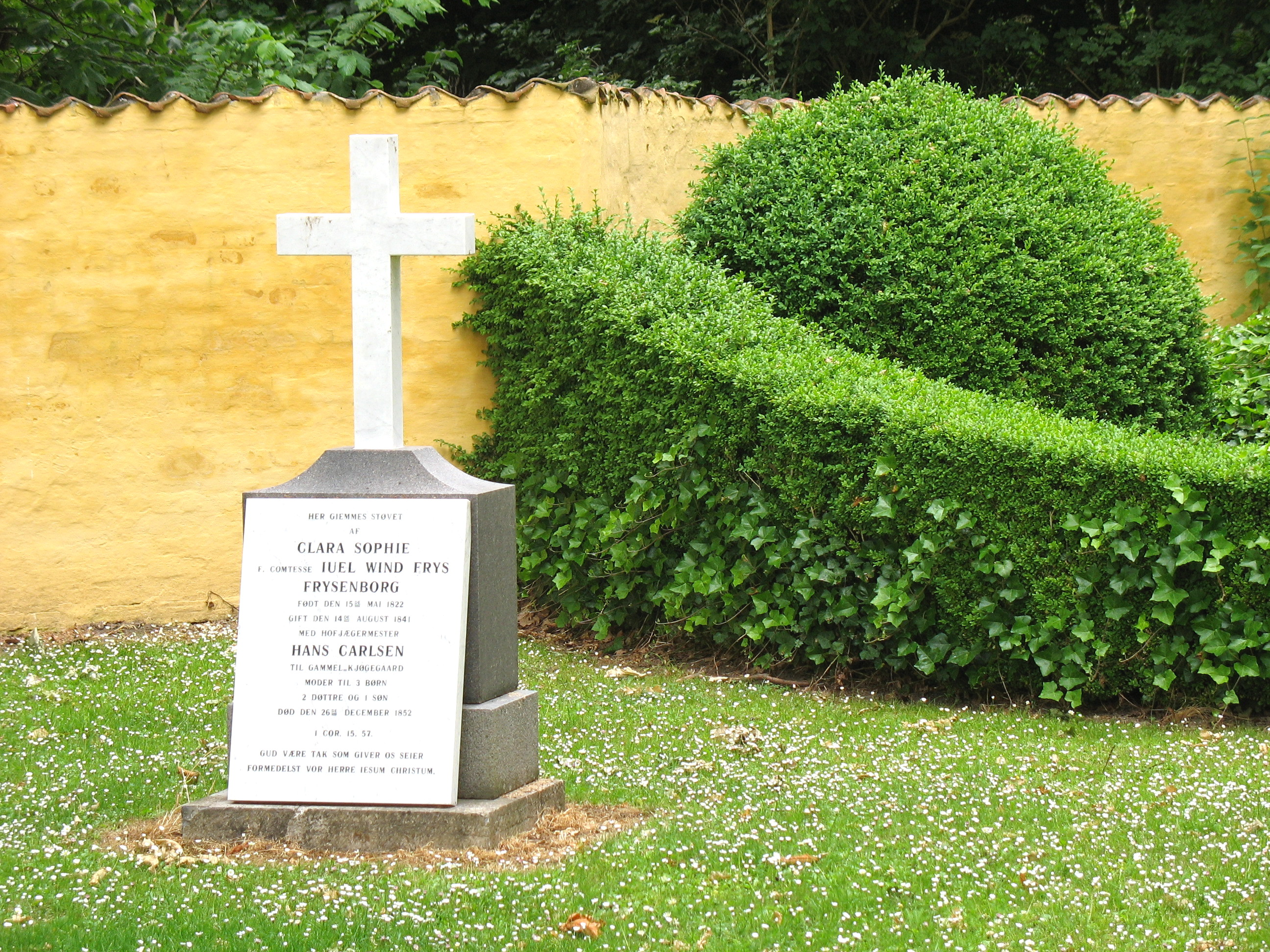
Nghĩa trang Clara
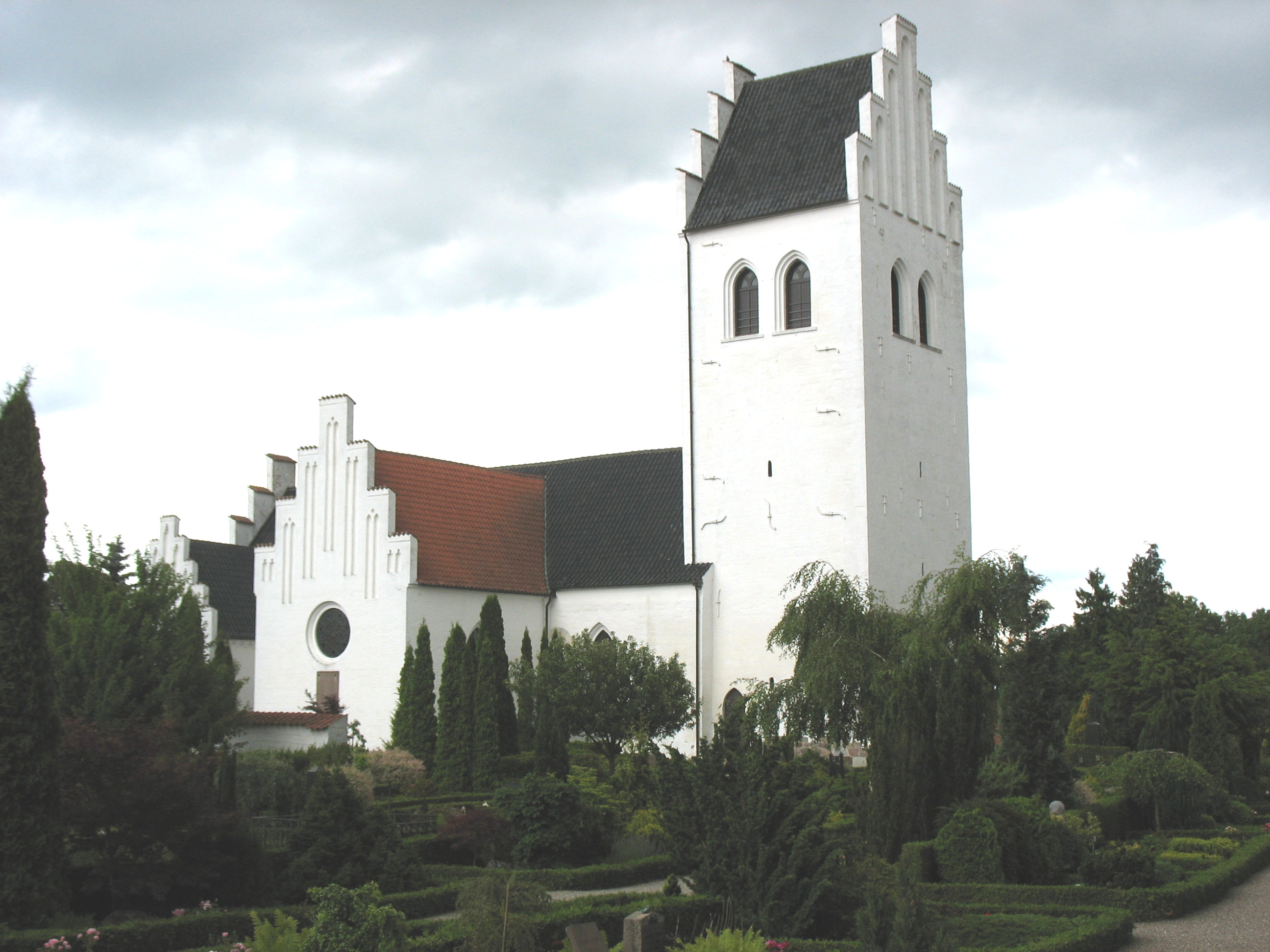
Nhà thờ Herfølge
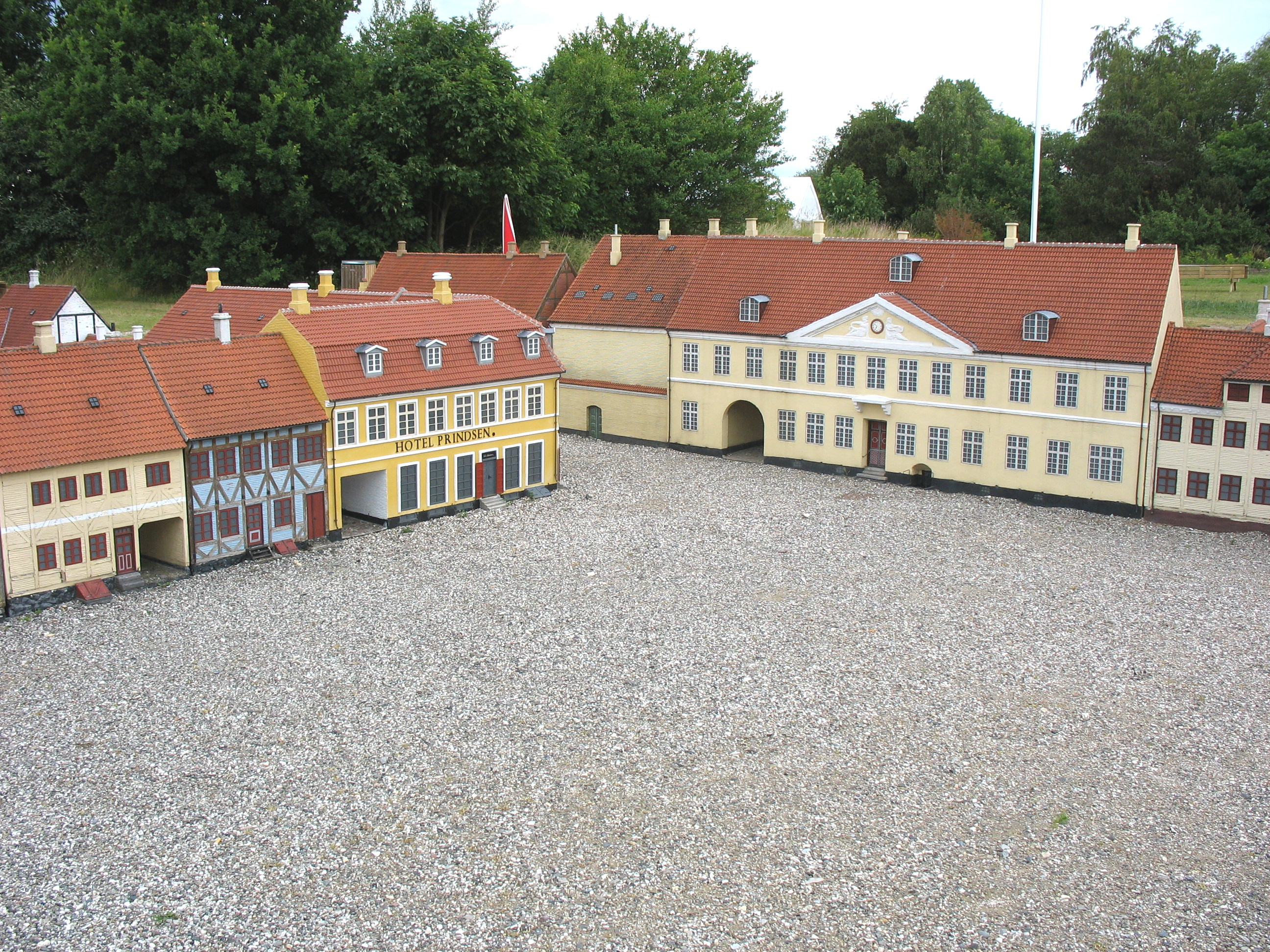
Parti fra Køge Miniby